# Arrêt en droit français
Pour les articles homonymes, voir Arrêt.
Arrêt est, en droit français, la désignation officielle et/ou usuelle de certaines décisions de justice, notamment certaines des décisions rendues au fond par :
- les juridictions suprêmes comme le Conseil d'État (autres que le Conseil constitutionnel),
- les juridictions d'appel ou de cassation,
- les juridictions portant le nom de « cour », notamment celles de l'ordre judiciaire,
- les juridictions internationales.

Certains sont qualifiés de grands arrêts quand ils ont joué un rôle majeur dans l'évolution de la jurisprudence en droit français.